# 진푸카쿠

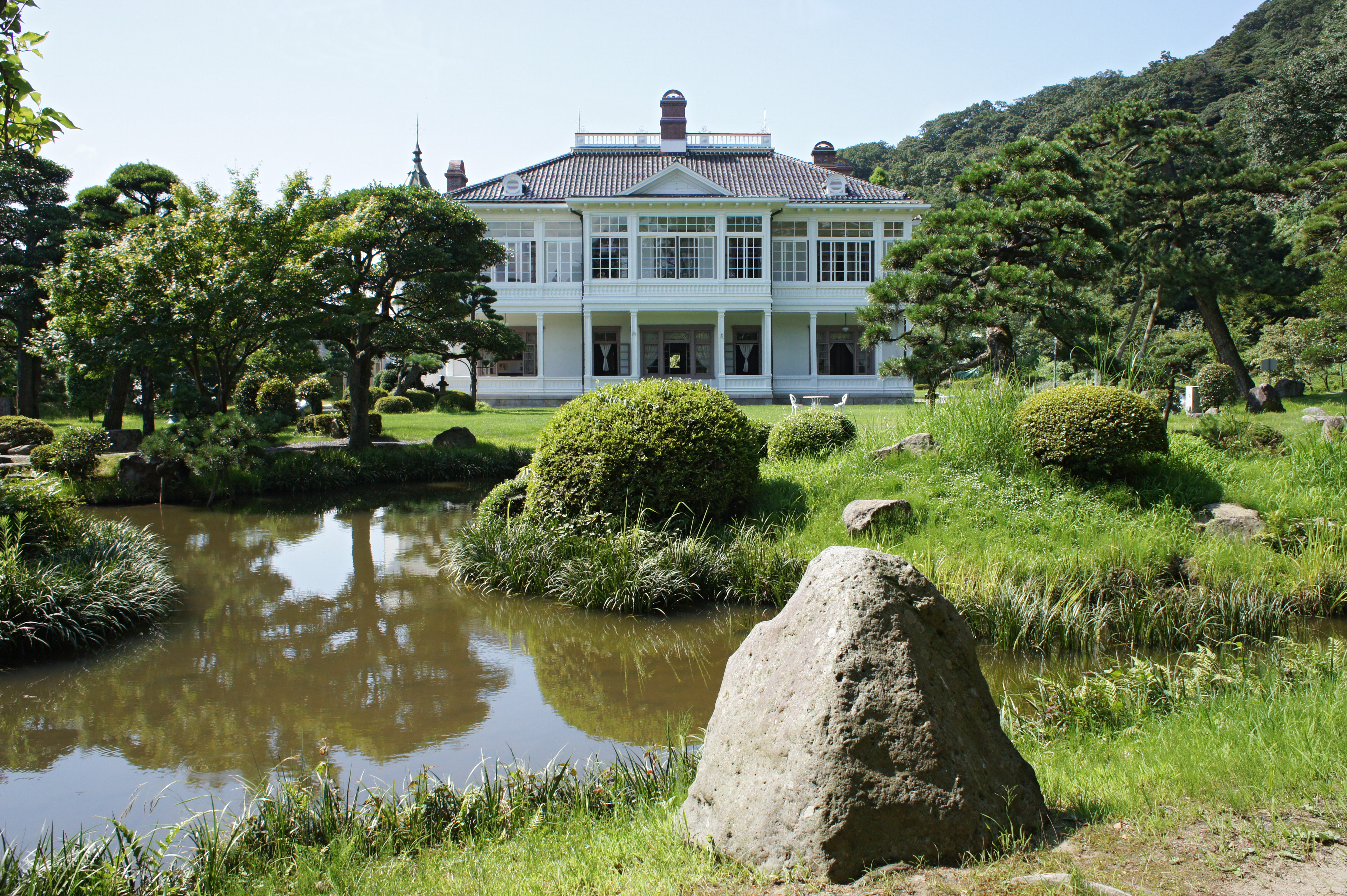
진푸카쿠

진푸카쿠(仁風閣)는 일본 돗토리현 돗토리시에 있는 서양관이다. 국가 중요문화재로 지정되어 있다.
1906년 돗토리성 성터 앞에 기공하여 1907년에 준공했다.